# Pierre Restany
Pierre Restany (Amélie-les-Bains-Palalda, 22 juni 1930 - Parijs, 29 mei 2003) was een Frans kunsthistoricus en kunstcriticus.
Restany geniet vooral bekendheid als oprichter en bezieler van het nouveau réalisme, samen met kunstenaars Arman, François Dufrêne, Raymond Hains, Martial Raysse, Daniel Spoerri, Jean Tinguely, Jacques Villeglé, kort daarna vergezeld door César, Mimmo Rotella, Niki de Saint Phalle, Gérard Deschamps, en nog later ook Christo.
Later in zijn leven trouwde Restany met de Belgisch-Franse kunstenares Jos De Cock. Hij ligt samen met De Cock begraven op het cimetière du Montparnasse, onder een opvallende grafsteen.